# 김달호 (1912년)
김달호(金達鎬, 일본식 이름: 金橋 健, 1912년 3월 26일 ~ 1979년 3월 4일)는 해방 이후 사회대중당 앙집행위원장, 제5대민의원 등을 역임한대한민국의 법조인, 정치인이다. 본관 울산(蔚山)이다.

## 생애
경상북도 상주군에서 출생하여 일본에 유학, 주오 대학 법학부에 입학했다. 주오 대학에 입학하자마자 고등문관시험 사법과에 합격하여 대학은 중퇴하였다.
사법관시보를 거쳐 조선총독부 판사로 임용되었고, 청진지방법원과 광주지방법원 판사를 지냈다. 이후 만주국 변호사도 역임했다. 《국회20년》에는 만주국에서 근무할 때 신사참배 강요에 반대했다는 이유로 퇴직했다고 기재되어 있다. 일제 패망 후 서울에서 서울고등검찰청 차장을 지내는 등 검사로 일했고, 이후 변호사 개업을 하고 고시위원도 역임하였다.
제1공화국에서 정계에 입문했다. 대한민국 제3대 총선에 고향 상주에서 무소속으로 출마하여 당선되었다. 이후 조봉암의 진보당에 입당하여 당 부위원장을 역임하며 혁신계의 거물로 불렸다. 조봉암이 사형당한 진보당 사건에 연루되어 수감되었다가 4·19 혁명으로 제1공화국이 붕괴하여 석방되었다.
4·19 혁명 후 치러진 대한민국 제5대 총선에서는 사회대중당을 창당하여 참가하는 등 진보주의 정당에서 계속 활발한 활동을 펼쳤다. 그러나 이듬해인 1961년에 5·16 군사정변이 일어나면서 혁신계 정치인을 대량 검거하여 탄압함으로써 김달호도 투옥되었다. 1967년까지도 수감 생활 중이었다.
총독부 판사를 지낸 경력으로 인해 2008년 발표된 민족문제연구소의 친일인명사전 수록예정자 명단 중 사법 부문에 선정되었다.

## 역대 선거 결과
|  | 23.94% |

|  | 39.34% |